# Phyllonorycter lyoniae
Phyllonorycter lyoniae là một loài bướm đêm thuộc họ Gracillariidae. Loài này có ở Nhật Bản (Sikoku, Kyusyu và Honshu).
Sải cánh dài 6.5–7 mm.
Ấu trùng ăn Lyonia ovalifolia var. elliptica. Chúng ăn lá nơi chúng làm tổ. The mine is ptychonomous và situated along the margin or rarely on the space between two veins of the lower surface of the leaf.